# Jaderná elektrárna Dampierre
Jaderná elektrárna Dampierre (francouzsky Centrale nucléaire de Dampierre) je provozní jaderná elektrárna ve Francii. Nachází se poblíž města Dampierre-en-Burly, přibližně 55 kilometrů od města Orléans v regionu Centre-Val de Loire.

## Historie a technické informace

### Výstavba
Stavba prvního reaktorového bloku začala 1. února 1975. Ve stejném roce byla také zahájena výstavba dalších tří reaktorových bloků. První blok byl uveden do provozu 23. března 1980, poslední blok byl uveden do provozu 30. ledna 1981.
V areálu jaderné elektrárny o rozloze 120 hektarů je zaměstnáno asi 1250 lidí. Provozovatelem jaderné elektrárny je Électricité de France (EDF). Všechny reaktory jsou chlazeny pomocí čtyř chladicích věží a vody odebírané z Loiry.
Každý z reaktorů disponuje hrubým výkonem 937 MW a čistým výkonem 890 MW. Celkový hrubý instalovaný výkon je tedy 3748 MW, což z jaderné elektrárny dělá jednu z největších ve Francii. Do veřejné elektrické sítě dodává v průměru 23 miliard kilowatthodin ročně, což odpovídá zhruba sedminásobku roční spotřeby elektřiny v departmentu Loiret a pěti procentům elektrické energie, kterou ročně vyrobí provozovatel EDF.
V roce 2020 francouzská vláda oznámila prodloužení provozu všech reaktorů ze 40 na 50 let. V roce 2021 to bylo za určitých podmínek schváleno francouzským regulátorem.

## Informace o reaktorech
| Reaktor     | Typ reaktoru         | Výkon  | Výkon  | Zahájení výstavby | Připojení k síti | Uvedení do provozu | Uzavření |
| Reaktor     | Typ reaktoru         | Čistý  | Hrubý  | Zahájení výstavby | Připojení k síti | Uvedení do provozu | Uzavření |
| ----------- | -------------------- | ------ | ------ | ----------------- | ---------------- | ------------------ | -------- |
| Dampierre-1 | Framatome M310 - CP1 | 890 MW | 937 MW | 1. 2. 1975        | 23. 3. 1980      | 10. 9. 1980        |          |
| Dampierre-2 | Framatome M310 - CP1 | 890 MW | 937 MW | 1. 4. 1975        | 10. 12. 1980     | 16. 2. 1981        |          |
| Dampierre-3 | Framatome M310 - CP1 | 890 MW | 937 MW | 1. 9. 1975        | 30. 1. 1981      | 27. 5. 1981        |          |
| Dampierre-4 | Framatome M310 - CP1 | 890 MW | 937 MW | 1. 12. 1975       | 18. 8. 1981      | 20. 11. 1981       |          |